# البرميل (رواية)
تعديل - تعديل مصدري - تعديل ويكي بيانات
البرميل هي رواية بوليسية صدرت عام 1920 للكاتب الأيرلندي المولد فريمان ويلز كروفتس. تعتبر روايته الأولى من روائعه. بعد فترة طويلة من تراجع سمعة المؤلف، ظل هذا الكتاب موضع ترحيب من قبل النقاد باعتباره حجر الزاوية في النوع الذي كان كروفتس يعمل مهندسًا للسكك الحديدية قبل كتابة الرواية، لكن نجاحه جعله واحدًا من الكتاب البارزين في العصر الذهبي للرواية. قام لاحقًا بإنشاء شخصية المفتش فرينش من سكوتلاند يارد الذي ظهر في سلسلة طويلة من الروايات.